# بوتيلوس
بوتيلوس (بالبرتغالية: Botelhos‏)؛ بلدية في ولاية ميناس جيرايس في المنطقة الجنوبية الشرقية من البرازيل.